# Collegiata di San Martino (Sinalunga)
La collegiata di San Martino è il principale luogo di culto cattolico di Sinalunga, in provincia di Siena, nel territorio della diocesi di Montepulciano-Chiusi-Pienza.

## Storia e Descrizione
La collegiata fu eretta nel 1588 sul luogo dell'antica Rocca. Nel 1753 venne aggiunto il tiburio sormontato da un cupolino realizzato nel 1812, anno in cui fu finito di sistemare il presbiterio. La chiesa fu restaurata nel 2010.
L'esterno della collegiata è caratterizzato dalla facciata a capanna rivestita di intonaco chiaro, con quattro lesene tuscaniche in mattoni rossi. Al centro si apre il portale, preceduto da una scalinata e sormontato da un rosone circolare. La facciata è coronata da un timpano triangolare al centro del quale si trova una finestra rettangolare. Di fianco alla chiesa sorge la torre campanaria, con capolino ottagonale.

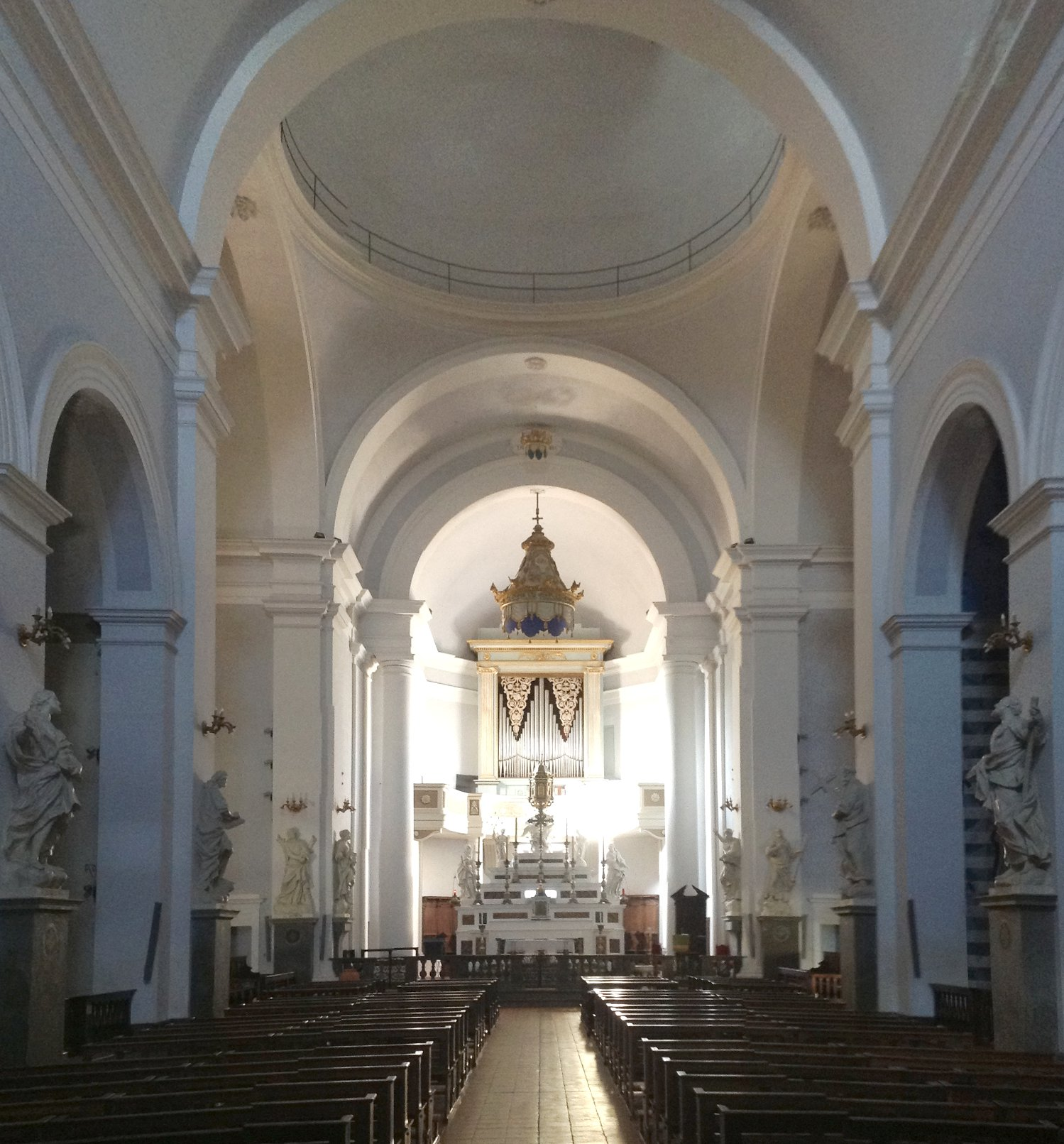
Interno

L'interno della collegiata presenta una struttura a pianta a croce latina, con unica navata e transetto coperti con volta a botte. La navata, illuminata esclusivamente attraverso le due finestre di contro facciata, è affiancata da otto cappelle, quattro per lato, all'interno di ognuna delle quali vi è un altare. Alla sinistra del portale, dentro una nicchia, si trova il fonte battesimale, con coperchio ligneo scolpito. La navata è ornata da una serie di statue in stucco dei Dodici Apostoli, parte dei quali collocati ai lati dell'arco trionfale e dell'altare maggiore, opera di Bartolomeo Mazzuoli, completati nel 1746.
Al primo altare della navata si trova la pala con la Santa Caterina da Siena presenta Sant'Antonio da Padova col Bambino alla Madonna di Francesco Nasini (1650). Più avanti, il terzo altare è decorato con un insieme di volute lignee barocche che circondano un Crocifisso ligneo cinquecentesco di uno scultore ignoto. Segue all'altare seguente una Annunciazione di Agostino Veracini.

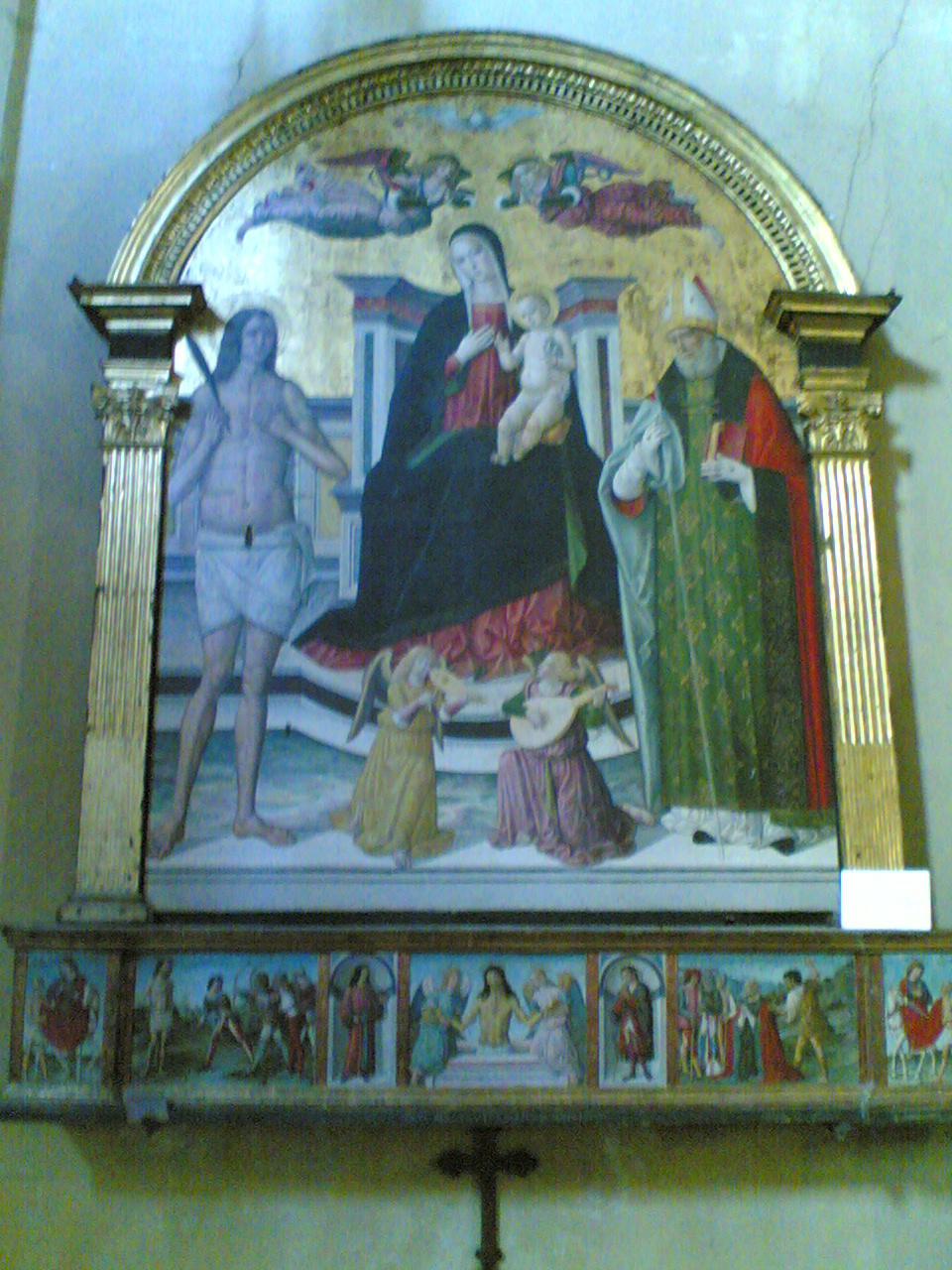
Benvenuto di Giovanni, Madonna col Bambino

Al fondo del transetto destro è un grande altare di forme tardo manieriste eretto dalla Compagnia della Santa Croce tra 1607 e 1612, nel quale è una tavola di Girolamo del Pacchia, databile al 1530 circa, con la Deposizione dalla Croce (nella predella sono raffigurate Storie della Passione di Cristo). La tavola, in cui si vede l'eclettismo tipico del pittore con influenze sia fiorentine che senesi, ma anche una preponderante influenza del Sodoma, probabilmente proviene dall'antica chiesa della Compagnia di Santa Croce e, seppur non documentato, è presumibile che il dipinto vi fosse collocato poco dopo il 1612.
La crociera è coperta con un tiburio ottagonale. Il presbiterio è delimitato da una balaustra marmorea ed ospita l'altare maggiore in stucco, sormontato da un tabernacolo in marmi policromi. Alle spalle dell'altare, vi sono gli stalli lignei del coro. A destra dell'altare maggiore è la pala con la Madonna col Bambino tra i Santi Martino e Sebastiano di Benvenuto di Giovanni proveniente dalla chiesa di Santa Lucia.
Nella parete di fondo del transetto sinistro è l'altare lapideo di San Rocco, costruito dalla Compagnia omonima tra 1613 e 1614 su disegno di Antonio da Montepulciano. Al centro di esso si trova la Madonna col Bambino, San Sigismondo, Rocco, Giovannino, Antonio abate e Sebastiano dipinta dal Sodoma dopo il 1540, anno di fondazione della Compagnia di San Rocco per l'altare del loro oratorio e trasferita dall'oratorio della compagnia a questo altare nel 1614. La tavola rivisita schemi classicheggianti del primo Cinquecento soprattutto di cultura raffaellesca, alla quale rimanda la tipologia delle figure, reinterpretandoli con un languore e un chiaroscuro di ispirazione leonardesca, filtrati attraverso l'esempio del Beccafumi. L'altare è corredato anche di due statue anonime in gesso dipinte a finta pietra raffiguranti Santa Caterina e San Bernardino. Le altre tele con Storie di San Rocco che ornano l'altare sono attribuite a Francesco Canini e sono databili al 1630 - 31.
Il quarto altare sinistro ospita la pala con i Santi Caterina da Siena, Domenico, Martino, Francesco, Lucia e Caterina d'Alessandria di Giuseppe Nicola Nasini (1697), mentre il secondo presenta la tela con lo Sposalizio della Vergine di Rutilio Manetti, firmata e datata 1612, in cui il baroccismo comincia ad aprirsi ai primi elementi naturalistici.

### Organo a canne
Sulla cantoria alle spalle dell'altare maggiore, si trova l'organo a canne Agati opus 316, costruito nel 1843 e restaurato nel 1897 da Bruschi e Figlio. Lo strumento è a trasmissione integralmente meccanica e la sua consolle è a finestra, con un'unica tastiera di 53 note con prima ottava scavezza e pedaliera a leggio di 20 note, con prima ottava scavezza e gli ultimi due pedali rispettivamente per la Terza mano e il Tamburo. La cassa lignea, decorata con intagli dorati, incornicia la mostra composta da canne di principale disposte in cuspide unica con ali laterali.